# Soy un desastre
«Soy un desastre» es una canción interpretada por la banda mexicana Timbiriche donde la cantó solo el varon del grupo: Diego Schoening. La canción se convertiría en uno de las canciones más recordadas del grupo y se volvió todo un éxito musical.

## Antecedentes y significado
Es el tercer sencillo del álbum Timbiriche Rock Show, lanzado en octubre de 1985, la cual fue una canción considerada de buena calidad como los anteriores Teléfono y Juntos.
La canción trata acerca de un chico que cree que su vida es un verdadera desastre sin su amada chica, ya que si en ella su vida no tiene sentido.

## Video
Al principio del video se muestra a Diego caminar por las calles y en su cuarto, depsues mientras las chicas caminan, luego comienzan a cantar en una fiesta, al final terminan dando una pequeña presentación.

## Posicionamiento
| Listas                              | Posición |
| ----------------------------------- | -------- |
| Argentina Top 40                    | 1        |
| Perú Top 100                        | 1        |
| Colombia Top 100                    | 1        |
| Latinoamérica Top 100               | 1        |
| Ecuador Top 50                      | 1        |
| Iberoamérica Top 100                | 1        |
| Venezuela Top 40                    | 1        |
| México Top 100                      | 1        |
| España Hot 100                      | 1        |
| EE. UU. Billboard Latin Pop Airplay | 1        |

## Trascurso de la grabación
- Las canciones más reconocidas de la banda son interpretadas por los varones
- En el video tipo concierto, es uno de los últimos conciertos en los que aparece la cantante Mariana .